# Меткалф, Ральф
Ральф Гарольд Меткэлф (англ. Ralph Harold Metcalfe; 29 мая 1910, Атланта — 10 октября 1978, Чикаго, Иллинойс) — американский спринтер, чемпион летних Олимпийских игр 1936 года в Берлине, призёр двух Олимпиад, мировой рекордсмен, политик.

## Биография
Меткалф вырос в Чикаго и в 1930 году окончил среднюю школу Tilden Tech. Он получил спортивную стипендию в Университете Маркетт в Милуоки (штат Висконсин), и неоднократно показывал результат 10,3 секунды в беге на 100 метров, а также показал результат 20,6 секунды в беге на 200 метров. Он стал первым человеком, выигравшим титул чемпиона Национальной ассоциации студенческого спорта (NCAA) в беге на 200 м три раза подряд. На летних Олимпийских играх 1932 года в Лос-Анджелесе он показал одинаковый результат со своим соперником Эдди Толаном, и золотая медаль была присуждена Толану только после тщательного изучения фотографии; оба показали время 10,38 секунды на дистанции 100 метров. Меткалф также получил бронзовую медаль на этих играх на дистанции 200 метров. Он участвовал в летних Олимпийских играх 1936 года в Берлине и снова взял серебро на дистанции 100 метров, на этот раз уступив четырёхкратному чемпиону этих игр Джесси Оуэнсу. Они выиграли золото в эстафете 4×100 метров с Фоем Дрэпером и Фрэнком Викоффом; команда США опередила Италию, занявшую второе место, на 1,1 секунды, а команда Германии завоевала бронзу.
Меткалф был чемпионом США на дистанции 100 м в 1932—1934 годах (и был вторым в 1935-36 годах) и на 200 м в 1932—1936 годах. Всего он выиграл 16 национальных титулов на чемпионатах Ассоциации американских университетов (AAU), NCAA и олимпийских соревнованиях.

### Мировые рекорды
Меткалф 16 раз устанавливал или повторял мировые рекорды на различных дистанциях. Однако только 5 из них были официально ратифицированы федерацией легкой атлетики. Утверждены были следующие рекорды:
- мировой рекорд в беге на 100 м (10,3 с):
  - 12 августа 1933 года в Будапеште (Венгрия).
  - 15 сентября 1934 года в Нисиномия (Япония).
  - 23 сентября 1934 года в Дариене (Япония).
  - 12 августа 1933 года в Будапеште (Венгрия) установил мировой рекорд на дистанции 200 метров (20,6 с).
  - 9 августа 1936 года побил мировой рекорд в эстафете 4×100 м с (39,8 с, олимпийская команда США 1936 года, Джесси Оуэнс, Меткалф, Фой Дрэпер, Фрэнк Викофф)

### Военная и политическая карьера
В 1936 году Меткалф получил степень бакалавра, а в 1939 году степень магистра в Университете Южной Калифорнии в Лос-Анджелесе. Меткалф преподавал политологию и тренировал бегунов в Университете Ксавье в Новом Орлеане. Он был наставником таких спортсменов, как Джимми Макдэниел и Херб Дуглас. Меткалф служил в транспортном корпусе армии США во время Второй мировой войны, дослужившись до звания старшего лейтенанта и был награжден орденом «Легион почёта». После войны он вернулся в Чикаго и позже возглавил атлетическую комиссию штата.
В 1955 году Меткалф четырежды избирался депутатом от южной части Чикаго. Он баллотировался на свободное место в Конгрессе США в 1970 году как демократ и был легко избран от одного из округов Иллинойса. Меткалф был соучредителем Чернокожего Конгресса (CBC) в 1971 году. Меткалф добивался пятого срока в 1978 году, когда он умер в своем доме в Чикаго 10 октября от сердечного приступа в возрасте 68 лет.
Меткалф похоронен на кладбище к юго-западу от Чикаго. Федеральное офисное здание в Чикаго было названо в его честь после завершения строительства в 1991 году.
Меткалф занесен в Национальный зал славы легкой атлетики в 1975 году. Он был членом президентской комиссии по олимпийским видам спорта.